# Langblatt-Sternmiere
Die Langblatt-Sternmiere (Stellaria longifolia), auch Langblättrige Sternmiere genannt, ist eine Pflanzenart aus der Gattung der Sternmieren (Stellaria) innerhalb der Familie der Nelkengewächse (Caryophyllaceae). Sie ist auf der Nordhalbkugel verbreitet.

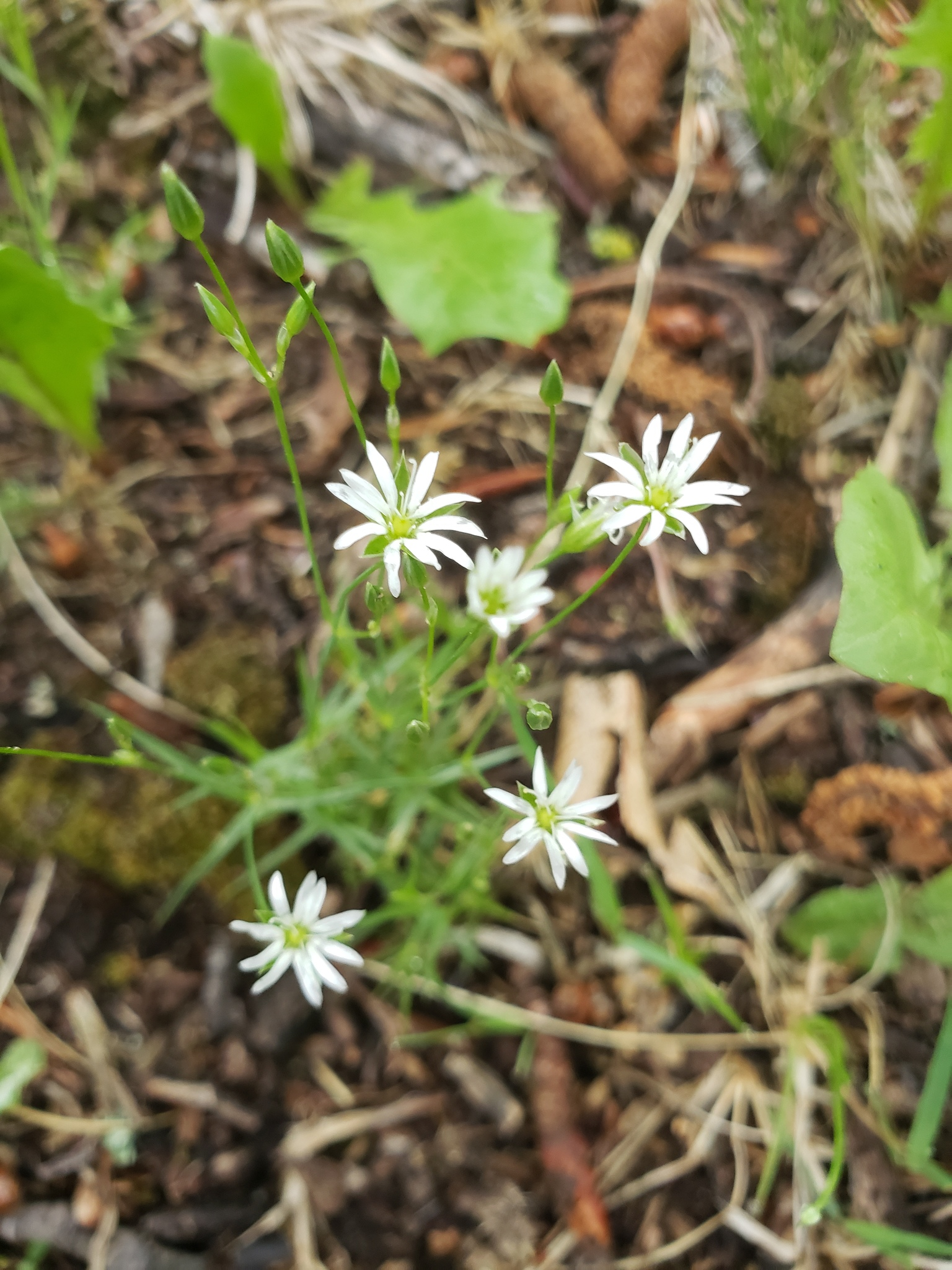
Langblatt-Sternmiere in Kanada

## Beschreibung

### Vegetative Merkmale
Die Langblatt-Sternmiere ist eine ausdauernde krautige Pflanze und erreicht Wuchshöhen von 10 bis 25 Zentimetern. Der zarte, zerbrechliche, häufig klimmende, vierkantige Stängel ist im oberen Bereich rau.
Die gegenständig am Stängel angeordneten Laubblätter sind sitzend, höchstens bis zu 3,2 Zentimeter lang, 2 bis 4 Millimeter breit, linealisch-lanzettlich und am Rand rau. Die größte Breite der Blätter liegt über der Mitte.

### Generative Merkmale
Die Blütezeit reicht von Mai bis August. Die Tragblätter sind trockenhäutig und unbewimpert. Der Blütenstand ist ein Ebenstrauß. Die zwittrigen Blüten sind radiärsymmetrisch und fünfzählig mit doppelter Blütenhülle. Sie sind kleiner als die Blüten der ähnlichen Gras-Sternmiere (Stellaria graminea). Die fünf Kelchblätter sind in frischem Zustand undeutlich nervig; sie sind eilanzettlich und spitz. Die Kelchblätter sind etwa so lang wie die Kronblätter. Jedes der fünf freien, 3 bis 5 Millimeter langen Kronblätter sind fast bis zu seinem Grunde zweigeteilt. Es sind drei Griffel vorhanden.
Die Kapselfrucht ist etwas länger als die Kelchblätter. Sie ist dicker als die Fruchtkapsel der Gras-Sternmiere. Die Samen sind glatt oder sehr fein grubig.
Die Chromosomenzahl beträgt 2n = 26.

## Vorkommen
Die Langblatt-Sternmiere ist auf der Nordhalbkugel circumpolar verbreitet. An ihren mitteleuropäischen Standorten ist sie ein Relikt der Eiszeit. In Mitteleuropa ist sie sehr selten. Sie wächst in feuchten Kiefernwälder der östlichen Zentralalpen (nach Westen bis etwa ins Engadin) in Höhenlagen zwischen 100 und 1800 Metern, sie kommt aber örtlich auch im Alpenvorland, im Bayerischen Wald und östlich davon, in Schlesien und dann wieder in Polen vor. In Europa hat die Art Vorkommen in Norwegen, Schweden, Finnland, Russland, im Baltikum, Deutschland, Polen, Tschechien, Slowakei, in der Schweiz, in Österreich, Italien, Rumänien und in der Ukraine. In der Schweiz kommt sie nur im Oberengadin vor. Sie gilt in der Schweiz als „stark gefährdet“, in Deutschland als „gefährdet“.
Die Langblatt-Sternmiere gedeiht am besten auf sauren, nährstoffarmen, rohhumusreichen und etwas moorigen Waldböden, sie geht aber auch auf frische Felsbänder und auf überwachsene Baumstubben. Sie kommt meist in Pflanzengesellschaften der Ordnung Piceetalia vor, ist aber überregional eine Charakterart des Verbands Linnaeo-Piceion.
Die ökologischen Zeigerwerte nach Landolt et al. 2010 sind in der Schweiz: Feuchtezahl F = 4w (sehr feucht aber mäßig wechselnd), Lichtzahl L = 3 (halbschattig), Reaktionszahl R = 1 (stark sauer), Temperaturzahl T = 2 (subalpin), Nährstoffzahl N = 1 (sehr nährstoffarm), Kontinentalitätszahl K = 3 (subozeanisch bis subkontinental).

## Taxonomie
Die Langblatt-Sternmiere wurde 1809 durch Carl Ludwig Willdenow in Enumeratio Plantarum Horti Regii Botanici Berolinensis Seite 479 als Stellaria longifolia erstbeschrieben. Willdenow hatte den Namen von Gotthilf Henry Ernest Muhlenberg übernommen, der ihn nicht publiziert hatte. Synonyme sind Stellaria diffusa Schltdl. und Stellaria friesiana Ser.